# De Groeve (Eemsdelta)
De Groeve is een streekje in de gemeente Eemsdelta in de Nederlandse provincie Groningen. Het ligt tussen Garsthuizen en Zeerijp. De Groeve bestaat uit een aantal verspreid liggende boerderijen.
De naam De Groeve is een verbastering van Grou, De Grouve. Grou is aangewassen land. Het gehucht ligt tegen de oude dijk langs de Fivel, het is dus aangewassen land in de Fivelboezem.
In het streekje stond vroeger de borg Juckema.
Groningen: Steden en dorpen      Nederland: Provincies · Gemeenten